# Animal Kingdom (häst)
Animal Kingdom, född 20 mars 2008 i Kentucky, är ett amerikanskfött engelskt fullblod, som segrade i Kentucky Derby (2011) och Dubai World Cup (2013).
Animal Kingdom segrade i Kentucky Derby den 7 maj 2011, inför en rekordstor publik på 164 858 åskådare. I löpet startade han från bricka 16, och reds av John R. Velazquez. Efter segern i Kntucky Derby slutade Animal Kingdom tvåa i Preakness Stakes och sexa i Belmont Stakes innan han tvingades att avsluta tävlingskarriären på grund av en skada. Han gjorde dock comeback 2012, då han slutade på andra plats i Breeders' Cup Mile (2012), innan han segrade i Dubai World Cup (2013) som femåring. Animal Kingdom är den första segraren av Kentucky Derby som segrat i ett grupp 1-löp som femåring.
I juni 2013 anmäldes Animal Kingdom till löpet Queen Anne Stakes på Royal Ascot i England. Han var den tredje segraren av Kentucky Derby som tävlat i löpet, efter Reigh Count (1929) och Omaha (1936). I löpet slutade han på elfte plats, och efter löpet avslutades hans tävlingskarriär.

## Som avelshingst
Animal Kingdom står som avelshingst på JBBA Shizunai Stallion Station.